# Rhabdomastix luridoides
Rhabdomastix luridoides là một loài ruồi trong họ Limoniidae. Chúng phân bố ở miền Cổ bắc.